# ناحیه گیلمنتون، شهرستان بنتون، مینه سوتا
ناحیه گیلمنتون (به انگلیسی: Gilmanton Township) یک منطقهٔ مسکونی در ایالات متحده آمریکا است که در شهرستان بنتون، مینه‌سوتا واقع شده‌است.
 ناحیه گیلمنتون ۸۶٫۹ کیلومتر مربع مساحت و ۸۴۱ نفر جمعیت دارد و ۳۶۰ متر بالاتر از سطح دریا واقع شده‌است.